# Władimir Kozłow (łyżwiarz)
Władimir Pietrowicz Kozłow (ros. Владимир Петрович Козлов; ur. 1 sierpnia 1959 w Ust-Kamienogorsku) – kazachski łyżwiarz szybki reprezentujący także ZSRR.

## Kariera
Największy sukces na arenie międzynarodowej Władimir Kozłow osiągnął w 1982 roku, kiedy zajął czwarte miejsce podczas sprinterskich mistrzostw świata w Alkmaar. W biegach na 500 m była tam drugi i pierwszy, jednak na 1000 m zajmował trzynaste i siódme miejsce. Walkę o medal przegrał ostatecznie z Frode Rønningiem z Norwegii. W tej samej konkurencji był też piąty na rozgrywanych rok później mistrzostwach świata w Helsinkach. W biegach na 500 m zajmował tam kolejno pierwsze i trzecie miejsce. W 1984 roku wystąpił na tym dystansie podczas igrzysk olimpijskich w Sarajewie, kończąc rywalizację na szóstej pozycji. Nigdy nie wystąpił w zawodach Pucharu Świata. W 1984 roku zakończył karierę.